# Agresividad
El término agresividad hace referencia a un conjunto de patrones de actividad que pueden manifestarse con intensidad variable, incluyendo desde la pelea física hasta los gestos o expresiones verbales que aparecen en el curso de cualquier negociación. La palabra agresividad procede del latín, en el cual es sinónimo de acometividad. Implica provocación y ataque. 

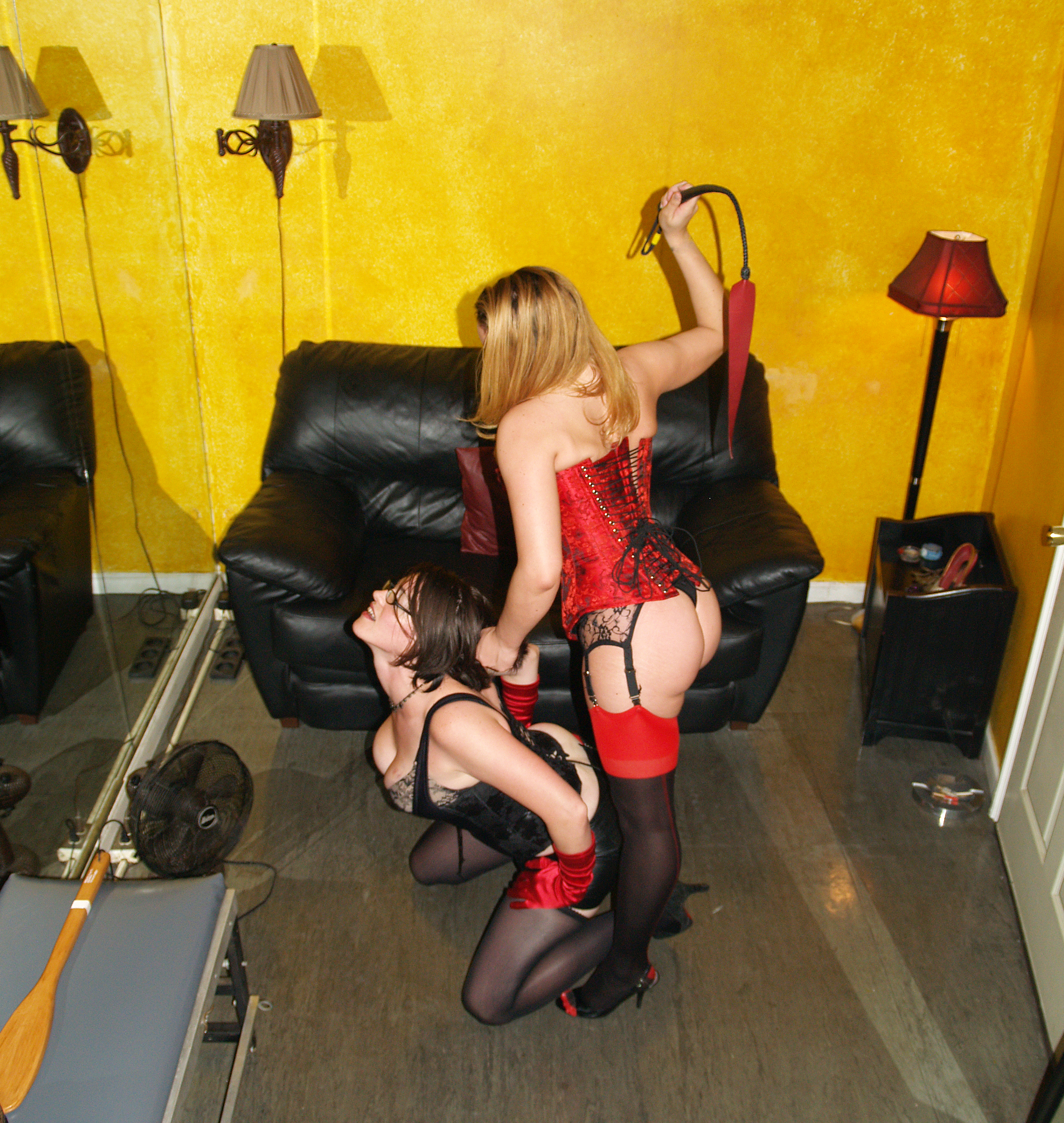
La agresividad física se utiliza en las prácticas en el BDSM es una práctica donde se utiliza usar castigos físicos, para satisfacer o lograr tener estímulos sexuales.

Es un concepto originario de la biología, que ha dado relevancia a su vínculo con el instinto sexual y el sentido de territorialidad, que también es asumido por la psicología.
Como adjetivo, y en sentido vulgar, hace referencia a quien es propenso a faltar al respeto, a ofender o a provocar a los demás. Se presenta como una mezcla secuenciada de movimientos con diferentes patrones, orientados a conseguir distintos propósitos. La conducta agresiva es una manifestación básica en la actividad de los seres vivos. Su presencia en la totalidad del reino animal y los resultados de las investigaciones sobre la misma le dan el carácter de fenómeno "multidimensional" (Huntington y Turner, 1987; Mos y Oliver, 1988).
Las teorías explicativas generales sobre el origen de la conducta agresiva/violenta en el ser humano, pueden aplicarse para tratar de entender el comportamiento violento del adolescente en la escuela. Todos estos acercamientos se agrupan en dos grandes líneas teóricas: las teorías activas o innatistas y teorías reactivas o ambientales. Las teorías activas o innatistas consideran que la agresividad es un componente orgánico o innato del individuo, elemental para su proceso de adaptación; desde esta perspectiva se considera que la agresión tiene una función positiva y que la labor de la educación consiste fundamentalmente en canalizar su expresión hacia conductas socialmente aceptables. Por otro lado, las teorías reactivas o ambientales resaltan el papel del medio ambiente y la importancia de los procesos de aprendizaje en la conducta violenta del ser humano.

## Consecuencias negativas de la agresividad
La agresividad tiene su origen en multitud de factores, tanto internos como externos, tanto individuales como familiares y sociales (económicos y políticos, en este último caso). La adicción a sustancias psicoactivas (popularmente denominadas "drogas") y los cambios emocionales del individuo, tanto a un nivel considerado no patológico por los especialistas en salud mental como a un nivel considerado patológico (neurosis, depresión, trastorno maníaco-depresivo o trastorno bipolar) pueden generar también comportamientos agresivos y violentos. La agresividad puede presentarse en niveles tan graves que puede generar comportamientos delictivos. La agresividad patológica puede ser autodestructiva, no resuelve problemas, no es realista y es consecuencia de problemas emocionales no resueltos y también de problemas sociales diversos. La agresividad es, como la ansiedad, un comportamiento o conducta que, a cierto nivel, se considera normal, funcional y necesaria para la supervivencia y la vida cotidiana pero que, a ciertos otros niveles, se considera anormal, disfuncional y generadora de muchos otros problemas de salud. La agresividad puede llegar a ser devastadora contra los que nos rodean o contra nosotros mismos. Cuando no somos capaces de resolver un problema, nos desesperamos y, para salir de la desesperación, generamos una rabia terrible, que, si no es canalizada, puede ser destructiva.
Aparte de causar daño físico a las víctimas, puede servir para coaccionar e influir en la conducta de otras personas, para demostrar el poder que se tiene entre los subordinados y para conseguir una reputación e imagen de líder. Una de las formas de manejar nuestra ansiedad es por medio del poder, y la agresividad genera miedo en los demás. Por tanto el miedo ajeno genera en el agresor una sensación de poder.
Las personas que suelen ser muy agresivas necesitan ayuda por parte de profesionales de la salud mental (psicólogos, psiquiatras, trabajadores sociales, neurólogos, incluso etólogos). Entre otras muchas consideraciones, las frustraciones generan agresividad porque no es posible conseguir aquello que se desea. La agresividad se puede dirigir hacia lo que genera la frustración, ya sea mediante agresión física o verbal o indirecta, desplazando la agresión hacia una tercera persona o hacia un objeto.
Una persona agresiva intenta imponer su punto de vista , definición del problema, sus derechos o la satisfacción de sus necesidades, empleando estrategias que generan miedo, culpa o vergüenza. Esto lo hace mediante violencia física o violencia verbal. Es una estrategia muy efectiva, pero si es demasiado explícita puede verse seriamente castigada por la sociedad.

## Tipos de agresividad
- Agresividad física (golpes, patadas, etc.).
- Agresividad verbal (insultos).
- Agresividad facial. (expresiones de enojo en el rostro.).
- Agresividad indirecta (hacia objetos de la persona afectada).
- Agresividad sexual (violación).

## Manifestaciones de la agresividad
La agresividad puede manifestarse en cada uno de los niveles que integran al individuo: físico, emocional, cognitivo y social. Su carácter es polimorfo.
- Físico, se puede presentar en el nivel físico, como lucha con manifestaciones corporales explícitas.
- Emocional, en el nivel emocional puede presentarse como rabia o cólera, manifestándose a través de la expresión facial y los gestos o a través del cambio del tono y volumen en el lenguaje, en la voz.
- Cognitivo, desde un nivel cognitivo puede estar presente como fantasías destructivas, elaboración de planes agresivos o ideas de persecución propia o ajena.
- Social, desde el nivel social es el marco en el cual, de una manera o de otra, toma forma concreta la agresividad.

En el marco jurídico se puede entender como un “acto contrario al derecho de otro”. El término agresor se aplica a la “persona que da motivo a una querella o riña, injuriando, desafiando o provocando a otra de cualquier manera” (Diccionario de la lengua española).
Como conducta social puede implicar lucha, pugnacidad y formar parte de las relaciones de poder/sumisión, tanto en las situaciones diádicas (de dos personas) como en los grupos.
En su sentido más estricto, puede entenderse como "conducta dirigida a causar lesión física a otra persona". La intención de causar daño puede manifestarse de distintas maneras, unas más implícitas y ritualizadas (enseñar las uñas, gruñir, etc.), otras más explícitas (golpear, arañar, etc.).
La agresividad presenta elementos de ataque y retirada. Por ello, se implica con otras conductas de autoprotección. Amenaza, ataque, sumisión o huida se presentan muy asociadas en la naturaleza.
El término violencia se refiere a un tipo de agresividad que está fuera o más allá de "lo natural" en el sentido adaptativo, caracterizada por su ímpetu e intensidad.
Para Weisinger (1988), en la raíz de la conducta agresiva está la ira. La define como "una sensación de disgusto debida a un agravio, malos tratos u oposición. Y que normalmente se evidencia en un deseo de combatir la posible causa de ese sentimiento".
El concepto de persona agresiva hace referencia cuando un individuo toma a mal una opinión aunque sea constructiva por algún problema familiar o psicológico que detona esta actitud.
Considerando la existencia de cuatro emociones básicas: alegría, tristeza, miedo y rabia, esta última sería la más próxima a la ira. Cuando se manifiestan en sentido pleno, la rabia es una emoción incompatible sincrónicamente con la tristeza, del mismo modo que lo son entre sí el miedo y la alegría. Tanto la rabia como la alegría tienen un carácter expansivo. Por su parte, la tristeza y el miedo se manifiestan corporal y cognitivamente con carácter retroactivo.

TENDENCIAS ANTISOCIALES
Winnicott llama privación a la situación en que el ambiente no suministró los cuidados necesarios en el periodo de dependencia absoluta y utiliza el término de deprivación para referirse a la pérdida de un ambiente "suficientemente bueno" que promueva la integración. Este último escenario es el que se vincula con la tendencia antisocial (Winnicott, 1994 [1964]).

La tendencia antisocial representa el reclamo del niño que desea recuperar un estado de bienestar perdido; Winnicott plantea que tal tendencia puede estar presente tanto en el niño sano como en el que sufre de algún trastorno psíquico. Al respecto este autor pone un ejemplo en el que el niño puede ser privado de la satisfacción de sus necesidades:
El nacimiento de un hermanito, por ejemplo, puede ser un choque terrible en este sentido particular, aun cuando el niño esté preparado para su llegada o aun cuando existan buenos sentimientos hacia el nuevo bebé. La súbita aparición de la desilusión —con respecto al sentimiento infantil de que ha creado a su propia madre— que el advenimiento del nuevo bebé puede provocar, inicia una fase de robo compulsivo (Winnicott, 1986 [1939]: 182).
La tendencia antisocial puede manifestarse en conductas como la mentira, el robo, actos destructivos, crueldad compulsiva y perversión. También puede ocurrir que el niño oculte esta tendencia y desarrolle una formación reactiva (es decir, que manifieste un afecto opuesto al que siente), o que adquiera un carácter quejoso. Las causas que originan tales tendencias se vinculan con el periodo de dependencia relativa en el que la madre dejó de adaptarse a las necesidades del yo del niño, por ejemplo por enfermedad o por estar ocupada en alguna situación que le obligara a apartarse en demasía de su hijo.

## Modelos explicativos de la agresividad
Desde la psicología se viene estudiando desde hace mucho tiempo la violencia. Hoy en día los dos modelos que más aval científico tienen sobre la explicación de por qué se produce la violencia son dos: El modelo coercitivo y La escalada de violencia.
El modelo coercitivo se basa en la idea de que la violencia resulta útil para la persona que es agresiva. Cuando un sujeto emite un comportamiento violento frecuentemente consigue aquello que desea, por lo que la conducta violenta se ve reforzada y por lo tanto se incrementa su probabilidad de repetirse.
El modelo de escalada de violencia se basa en la idea de que las conductas agresivas empiezan a darse con una intensidad leve y es a través de la interacción con otras conductas violentas como se produce el incremento. Es decir, un sujeto emite una conducta violenta y si encuentra otra conducta violenta como respuesta incrementa la intensidad de su violencia, que a su vez incrementa la respuesta del otro.